# Giv'at Ješa'jahu
Giv'at Ješa'jahu (hebrejsky גִּבְעַת יְשַׁעְיָהוּ, doslova „Ješa'jahův vrch“, v oficiálním přepisu do angličtiny Giv'at Yesha'yahu) je vesnice typu mošav v Izraeli, v Jeruzalémském distriktu, v Oblastní radě Mate Jehuda.

## Geografie
Leží v nadmořské výšce 289 metrů na pomezí zemědělsky využívané pahorkatiny Šefela a západního okraje zalesněných svahů Judských hor. Severně od obce terén spadá do údolí potoka Nachal ha-Ela. Jižním směrem leží rozsáhlý lesní komplex.
Obec se nachází 32 kilometrů od břehu Středozemního moře, cca 47 kilometrů jihovýchodně od centra Tel Avivu, cca 30 kilometrů jihozápadně od historického jádra Jeruzalému a 10 kilometrů jihozápadně od Bejt Šemeš. Giv'at Ješa'jahu obývají Židé, přičemž osídlení v tomto regionu je etnicky převážně židovské. Mošav je situován 6 kilometrů od Zelené linie, která odděluje Izrael v jeho mezinárodně uznávaných hranicích od území Západního břehu Jordánu. Počátkem 21. století byly přilehlé arabské (palestinské) oblasti Západního břehu od Izraele odděleny pomocí bezpečnostní bariéry.
Giv'at Ješa'jahu je na dopravní síť napojen pomocí dálnice číslo 38, ze které tu k východu odbočuje lokální silnice číslo 3544.

## Dějiny
Giv'at Ješa'jahu byl založen v roce 1958. Novověké židovské osidlování tohoto regionu začalo po válce za nezávislost tedy po roce 1948, kdy Jeruzalémský koridor ovládla izraelská armáda a kdy došlo k vysídlení většiny zdejší arabské populace. V bezprostředním okolí nynějšího mošavu se ale do té doby nerozkládalo arabské osídlení. Šlo o téměř neobydlenou kopcovitou krajinu.
Po vzniku státu Izrael byl tento region plánovitě osidlován v rámci bloku Chevel Adulam. Ke zřízení vesnice došlo 21. dubna 1958. Pojmenována byla podle vědce Ješa'jahu Presse (1874–1955). Zakladateli osady byla skupina židovských přistěhovalců z Maďarska. Na vzniku osady se podíleli členové mládežnického hnutí ha-No'ar ha-cijoni. Na přelomu 20. a 21. století prošla vesnice stavebním rozšířením.
Do roku 1967 šlo o hraniční osadu. V říjnu 1965 zde skupina arabských ozbrojenců napojených na hnutí Fatah provedla sabotážní akci, při které vyhodila do povětří jeden zdejší dům.

## Demografie
Podle údajů z roku 2014 tvořili naprostou většinu obyvatel v Giv'at Ješa'jahu Židé (včetně statistické kategorie "ostatní", která zahrnuje nearabské obyvatele židovského původu ale bez formální příslušnosti k židovskému náboženství).
Jde o menší obec vesnického typu s dlouhodobě rostoucí populací. K 31. prosinci 2014 zde žilo 771 lidí. Během roku 2014 populace stoupla o 1,2 %.
| Rok            | 1961 | 1972 | 1983 | 1995 | 2001 | 2003 | 2004 | 2005 | 2006 | 2007 | 2008 | 2009 | 2010 | 2011 | 2012 | 2013 | 2014 |
| -------------- | ---- | ---- | ---- | ---- | ---- | ---- | ---- | ---- | ---- | ---- | ---- | ---- | ---- | ---- | ---- | ---- | ---- |
| Počet obyvatel | 127  | 119  | 186  | 267  | 295  | 349  | 363  | 396  | 445  | 465  | 519  | 598  | 650  | 702  | 719  | 762  | 771  |